# Медоу Вејл (Кентаки)
Медоу Вејл (енгл. Meadow Vale) град је у америчкој савезној држави Кентаки.

## Демографија
По попису из 2010. године број становника је 736, што је 29 (-3,8%) становника мање него 2000. године.
| Група             | 2000.       | 2010.       |
| Белци             | 696 (91,0%) | 663 (90,1%) |
| Афроамериканци    | 31 (4,1%)   | 33 (4,5%)   |
| Азијати           | 6 (0,8%)    | 6 (0,8%)    |
| Хиспаноамериканци | 28 (3,7%)   | 28 (3,8%)   |
| Укупно            | 765         | 736         |